# Tobys Traumtoller Zirkus
Tobys Traumtoller Zirkus (Originaltitel: Toby’s Travelling Circus) ist eine britische Animationsserie, die von 2012 bis 2013 produziert wurde.

## Handlung
Der siebenjährige Zirkusdirektor Toby versucht mit Hilfe seiner Mutter Dolores, seiner Freunde und mit dem frechen Affen Momo jeden Tag eine Vorstellung zu gestalten und seine Schwierigkeiten mit seiner Arbeit zu meistern. Mit dabei sind unter anderen die Clowns Freddo und Clara, das Ein-Mann-Orchester Jango, die Akrobatenzwillinge Li und Ling sowie der starke Thor.

## Produktion und Veröffentlichung
Die Serie wurde zwischen 2012 und 2013 im Vereinigten Königreich produziert. Dabei sind 52 Folgen entstanden. Regie führten Andy Burns und Barry Purves. Die Musik komponierte Paul K. Joyce. Zuständige Produktionsfirmen waren TTC Productions Ltd und Komixx Entertainment Ltd.
Erstmals wurde die Serie am 15. September 2012 auf dem britischen Fernsehsender Channel 5 ausgestrahlt. Die deutsche Erstausstrahlung fand am 19. November 2014 auf KiKA statt.

## Episodenliste
| Folgen-Nr. | deutscher Titel            | englischer Titel          | deutsche Erstausstrahlung | Originalausstrahlung |
| 1          | Toby wird Zirkusdirektor   | Off To See The World      | 19. November 2014         | 15. September 2012   |
| 2          | Abrakadabra!               | Toby Is Magic             | 19. November 2014         | 16. September 2012   |
| 3          | Zankende Zwillinge         | Twin Trouble              | 20. November 2014         | 22. September 2012   |
| 4          | Fantastischer Freddo       | Fantastic Freddo          | 20. November 2014         | 23. September 2012   |
| 5          | Hut ab!                    | Toby’s Hat                | 21. November 2014         | 29. September 2012   |
| 6          | Dolores’ großer Auftritt   | Dolores Flies Again       | 21. November 2014         | 30. September 2012   |
| 7          | Völlig verdreht            | The Wheel Inspector       | 24. November 2014         | 6. Oktober 2012      |
| 8          | Thor tanzt                 | Thor On The Floor         | 24. November 2014         | 7. Oktober 2012      |
| 9          | Ein Kostüm verschwindet    | High Wire Freddo          | 25. November 2014         | 13. Oktober 2012     |
| 10         | Kuchen-Suche               | Banana Drama              | 25. November 2014         | 14. Oktober 2012     |
| 11         | Claras Jonglier-Nummer     | Juggle, Clara! Juggle!    | 26. November 2014         | 20. Oktober 2012     |
| 12         | Wo steckt das Diabolo?     | The Disappearing Diabolo  | 26. November 2014         | 21. Oktober 2012     |
| 13         | Leises Spektakel           | Silent Circus             | 27. November 2014         | 27. Oktober 2012     |
| 14         | Blechgeflöte               | Toby’s Tin Whistle        | 27. November 2014         | 24. Februar 2013     |
| 15         | Thors Schwäche             | The Trouble With Thor     | 28. November 2014         | 2. März 2013         |
| 16         | Freddo auf dem Hochseil    | High Wire Wobbles         | 28. November 2014         | 3. März 2013         |
| 17         | Weiße Weihnachten          | Snow Baby                 | 1. Dezember 2014          | 23. Dezember 2012    |
| 18         | Bitte nicht waschen!       | Helter Skelter Hurry      | 1. Dezember 2014          | 9. März 2013         |
| 19         | Rhönrad außer Kontrolle    | Wheel Deal                | 2. Dezember 2014          | 10. März 2013        |
| 20         | Ersatz für Jango           | Here Come The Girls       | 2. Dezember 2014          | 16. März 2013        |
| 21         | Streit auf dem Seil        | In And Out                | 3. Dezember 2014          | 17. März 2013        |
| 22         | Wo ist Clara?              | Clara Is Left Behind      | 3. Dezember 2014          | 23. März 2013        |
| 23         | Hoch aufs Trapez           | Toby Climbs Up            | 4. Dezember 2014          | 24. März 2013        |
| 24         | Ins Farbnäpfchen getreten  | If The Boot Fits          | 4. Dezember 2014          | 30. März 2013        |
| 25         | Freiwillige vor!           | What Goes Up              | 5. Dezember 2014          | 31. März 2013        |
| 26         | Rhythmus im Tank           | Dancing Dodgems           | 5. Dezember 2014          | 6. April 2013        |
| 27         | Klempner-Pech              | Plunger Fun               | 8. Dezember 2014          | 21. Juli 2013        |
| 28         | Vorstellung im leeren Zelt | One Hand Clapping         | 8. Dezember 2014          | 27. Juli 2013        |
| 29         | Freddo mal zwei            | Clowning Around           | 9. Dezember 2014          | 28. Juli 2013        |
| 30         | Ballonfreunde              | Balloons                  | 9. Dezember 2014          | 3. August 2013       |
| 31         | Magische Anziehungskraft   | Magnetic Mayhem           | 10. Dezember 2014         | 4. August 2013       |
| 32         | Frische Luft, bitte!       | Heatwave                  | 10. Dezember 2014         | 10. August 2013      |
| 33         | Hoher Besuch               | Mayoral Visit             | 11. Dezember 2014         | 11. August 2013      |
| 34         | Lebende Marionetten        | Puppet Circus             | 11. Dezember 2014         | 29. September 2013   |
| 35         | Künstler auf Rädern        | Scoot, Rattle And Roll    | 12. Dezember 2014         | 5. Oktober 2013      |
| 36         | Momo ist weg!              | Missing Monkey            | 12. Dezember 2014         | 24. August 2013      |
| 37         | Weg mit dem Dreck!         | Litter Picking            | 15. Dezember 2014         | 25. August 2013      |
| 38         | Lautstarke Werbung         | Parade                    | 15. Dezember 2014         | 31. August 2013      |
| 39         | Menschliche Pyramide       | Pyramid                   | 16. Dezember 2014         | 1. September 2013    |
| 40         | Schlagzeug-Schlamassel     | Jango Bango               | 16. Dezember 2014         | 15. November 2013    |
| 41         | Dolores’ neuer Computer    | Dolores Distraction       | 17. Dezember 2014         | 18. November 2013    |
| 42         | Bitte lächeln!             | Smile Please!             | 17. Dezember 2014         | 19. November 2013    |
| 43         | In luftiger Höhe           | Dizzy Heights             | 18. Dezember 2014         | 20. November 2013    |
| 44         | Zirkus im Dunkeln          | Genny Be Good             | 18. Dezember 2014         | 21. November 2013    |
| 45         | Piraten Ahoi!              | Pirate Circus             | 19. Dezember 2014         | 22. November 2013    |
| 46         | Strippensalat              | Ribbons And Strings       | 19. Dezember 2014         | 25. November 2013    |
| 47         | Fußball in der Manege      | Action Replay             | 22. Dezember 2014         | 26. November 2013    |
| 48         | Tipptopp Neu               | Tip Top Toby              | 22. Dezember 2014         | 27. November 2013    |
| 49         | Mama hat frei              | Dolores’ Day Off          | 23. Dezember 2014         | 28. November 2013    |
| 50         | Im Gleichschritt, tadahh!  | Up, Down And March Around | 23. Dezember 2014         | 29. November 2013    |
| 51         | Tony kommt zurück          | Get In Line               | 24. Dezember 2014         | 2. Dezember 2013     |
| 52         | Momos Weihnachtsgeschenk   | Momo’s Christmas          | 24. Dezember 2014         | 25. Dezember 2013    |